# Język biatah
Język biatah – język austronezyjski używany przede wszystkim w stanie Sarawak w Malezji. Należy do grupy języków bidayuh.
Według danych z 2000 roku posługuje się nim blisko 64 tys. osób w Malezji. Dodatkowo ma ponad 8 tys. użytkowników w sąsiedniej Indonezji, lecz może chodzić o odrębny język. Dzieli się na kilka dialektów: siburan, stang (bisitaang, sitaang), tibia.
Jest zapisywany alfabetem łacińskim.